# Фонд тестирования качества товаров
Stiftung Warentest (Штифтунг Варентест) — немецкая некоммерческая организация, фонд независимой экспертизы товаров и услуг. Основан в 1964 году правительством Германии для проведения сравнительных испытаний качества товаров и потребительских услуг, руководствуясь при этом принципами объективности и независимости от производителей и торговых предприятий. Организация располагается в городе Берлин.
Stiftung Warentest является независимым учреждением, которое согласно своему уставу должно информировать общественность об «характеристиках полезности и полезности, а также экологической совместимости» товаров и услуг. Результаты тестирования и проверки качества товаров и услуг публикуются в журналах «Test» и «Finanztest».

## Становление
16 сентября 1964 года в результате многолетних дискуссий и на основе правительственного заявления Федерального канцлера Конрада Аденауэра от 9 октября 1962 года правительство ФРГ приняло решение о создании независимого института по испытанию товаров. 4 декабря 1964 года Федеративная Республика Германии в лице Федерального министра экономики учредила Штифтунг Варентест в качестве самостоятельного фонда частно-правового характера.

## Развитие
В 1966 году на рынок поступил первый номер потребительского журнала test тиражом в 210 тыс. экземпляров. В апреле 1967 года был отмечен резкий спад продажи журнала, число подписчиков уменьшилось до 10 тысяч. Это привело к прекращению продажи журнала в розницу с 1968 года: впредь он рассылался исключительно подписчикам и прямым заказчикам. В том же 1968 году «Штифтунг Варентест» стал представлять результаты испытания в виде общих оценок качества (от «хорошо» до «не удовлетворительно»).

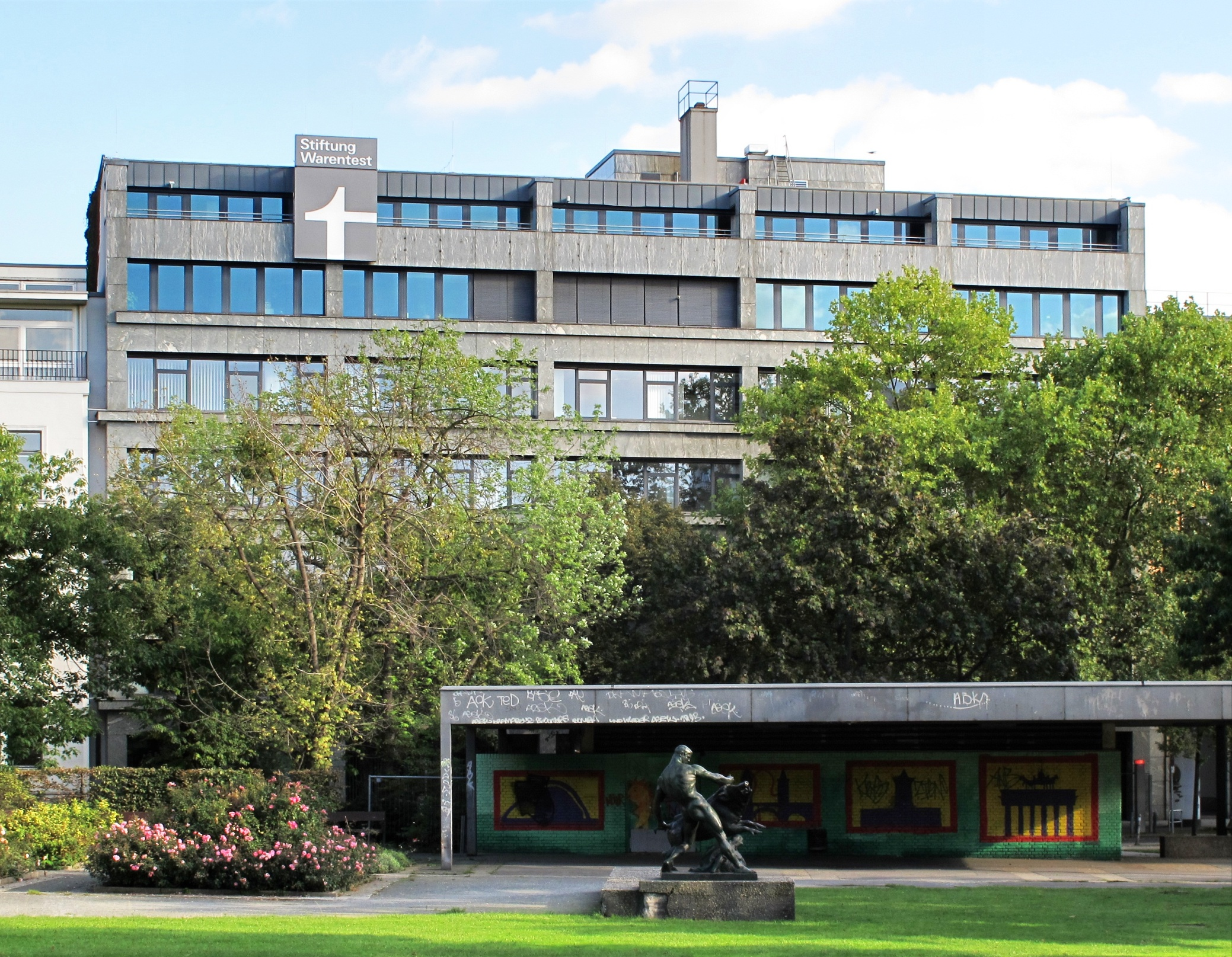
«Штифтунг Варентест», Берлин

В ноябре 1969 года были опубликованы результаты испытания лыжных креплений, в котором оценку «не удовлетворительно» получили три модели ведущего на рынке производителя, который подал в суд на «Штифтунг Варентест», оспаривая результаты этого испытания. После длительного судебного разбирательства, которое дошло до Верховного суда Германии, в 1975 году было вынесено принципиальное решение в пользу «Штифтунг Варентест». Чтобы повысить степень известности результатов испытаний среди потребителей, в 1968 году «Штифтунг Варентест» начал бесплатно предоставлять результаты испытаний издательствам журналов и газет. Данная концепция оказалась успешной, и с 1970 года журнал test вновь распространяется в розницу. После трагедии во время футбольного матча на брюссельском стадионе Эйзель в 1985 году «Штифтунг Варентест» взялся за исследование качества строительства и безопасности 18 стадионов ведущих футбольных команд ФРГ. Исследование показало, что безопасность восьми из них оказалась «очень сомнительной», о чём проинформировали также общегерманские вечерние телевизионные новости.
В 1987 году Федеральная судебная палата, рассмотрев иск, возбуждённый изготовителем садовых измельчителей, ещё раз вынесла принципиальное решение в пользу «Штифтунг Варентест»: последний вправе предъявлять более высокие — по сравнению со стандартами DIN — требования к безопасности испытываемых товаров, поскольку в компетенцию института входит также обращать внимание общественности на недостатки действующих нормативных документов. С ноября 1997 года институт «Штифтунг Варентест» и его издания представлены также на собственном веб-сайте института www.test.de.

## Задания и значение
К заданиям института относится информирование общественности об объективируемых признаках практической и потребительской стоимости, об экологической совместимости товаров и услуг, а также о возможностях и способах оптимального ведения домашнего хозяйства и о научных познаниях относительно сознательного поведения в вопросах здравоохранения и экологии. Благодаря высокой степени известности «Штифтунг Варентест» посредством выставляемых им оценок оказывает сильное влияние на потребительское поведение. Положительные оценки, присвоенные институтом, часто занимают заметное место в рекламе или на упаковке соответствующего товара. А вот отрицательные оценки нередко приводят к падению сбыта и возбуждению исков производителей против Штифтунг Варентест. По информации «Штифтунг Варентест», последнее происходит в среднем десять раз в год, причём большинство исков решается в его пользу. До сих пор судом не было вынесено ни одного вступившего в законную силу решения, которое бы обязывало Штифтунг Варентест возместить ущерб.

## Финансирование
В основном Штифтунг Варентест финансирует свою деятельность за счёт доходов от продажи ежемесячных журналов test (средний ежемесячный тираж 500 тыс. экземпляров) и Finanztest (250 тыс. экземпляров), книг и тематических сборников, в также от продажи результатов испытаний на веб-сайте. Выручка от продаж в 2010 году составила около 39,5 миллионов евро. Кроме того, Штифтунг Варентест получил 5,5 миллионов евро в качестве дотации из бюджета Федерального министерства продовольствия, сельского хозяйства и защиты прав потребителей. Эти бюджетные средства выплачиваются институту в качестве компенсации за то, что он отказывается от доходов от размещения рекламных объявлений в своих публикациях. Рекламирование товаров или услуг рекламодателей поставило бы под угрозу объективность и независимость Штифтунг Варентест от производителей, дистрибьюторов и прочих оферентов.

## Проведение испытаний
Ежегодно Штифтунг Варентест проводит более 200 испытаний качества товаров и услуг, представляющих почти все сферы повседневной жизни. Метод испытаний была разработана самим институтом. Результаты этих испытаний публикуются в ежемесячном журнале «test» в тематических разделах «Деньги и право», «Питание и косметика», «Компьютерная и телекоммуникационная техника», «Аудио- и видеотехника», «Дом и сад», «Досуг и транспорт», «Здоровье». Помимо этого, испытания проходят новинки на рынке и акционные товары, о качестве которых институт информирует потребителей в ежемесячном журнале «test» под рубрикой «Экспресс-тест». Результаты испытания акционных товаров ─ чаще всего бытовой и мультимедийной техники, предлагаемой в течение короткого срока в крупных сетях продовольственных супермаркетов по ценам значительно ниже обычных, ─ доводятся до сведения потребителей не только в журнале, но и сразу по завершении испытания на веб-сайте института. С 2004 года в рамках сравнительных испытаний по выбранным видам товаров Штифтунг Варентест также исследует, как производители учитывают аспекты корпоративной социальной ответственности. В разделе «В тесте: лекарственные средства» можно найти подробную экспертную информацию о 9 000 лекарственных препаратах и 175 областях их применения.
В Штифтунг Варентест работают специалисты по изучению рынка и научные сотрудники, отвечающие за выбор испытуемых моделей/наименований и проведение испытаний. В соответствии с Уставом любой намеченный проект испытания согласовывается с Попечительским советом Штифтунг Варентест, а затем совет экспертов, в состав которого входят представители групп потребителей, производителей и независимых экспертов, обсуждают показатели и методику испытания. Сами испытания сотрудники Штифтунг Варентест не проводят: заказы на их проведение по указаниям Штифтунг Варентест отдаются независимым испытательным центрам, находящимся в разных уголках мира. Образцы для испытаний закупают анонимно в розничной торговой сети; модели предсерийного выпуска или опытные образцы от производителей на испытание не принимаются. По завершении испытаний, проводимых на основе объективных научных методов, а также анализа представленных испытательными центрами технических отчётов, Штифтунг Варентест доводит объективные результаты испытания до сведения соответствующих производителей или дистрибьютеров. Таким образом им предоставляется возможность рассмотрения результатов испытания собственных товаров и направления их отзыва до опубликования в Штифтунг Варентест. Журналисты института описывают результаты испытаний в статьях, изложенных доступным для широкой аудитории языком. Специалисты группы верификации проверяют соответствие данных, приведённых в таблице с результатами испытаний, содержанию соответствующей статьи. Помимо объективных измерений и анализов, в испытаниях нередко учитывается и субъективная оценка испытателей, напр., при проверке удобства пользования товара.
Работоспособные испытанные образцы продаются на аукционах, ежеквартально проходящих в Берлине.
Всего в рамках около 5 тыс. испытаний качества Штифтунг Варентест протестировал свыше 85 тыс. моделей/наименований товаров, а также 1800 видов услуг (по состоянию на декабрь 2010 г.).

### Результаты испытаний на веб-сайте
На веб-сайте Штифтунг Варентест представлены результаты всех испытаний, проведённых институтом с начала 2000 года. Эта информация пополняется актуальными новостями для потребителей (информация об отзыве товаров с рынка, новейшие судебные решения, новые товары, введение новых тарифов для тех или иных услуг, специальные предложения, результаты испытания акционных товаров), подробная информация по тематическим блокам, интерактивные калькуляторы, а также от восьми до десяти тестов в месяц, включая бесплатную таблицу с результатами этих тестов и кратким резюме. В платной части сайта содержатся все тесты с интерактивными возможностями. Так, пользователь, щелкая над таблицей по функции «Мой личный победитель теста», может изменять удельный вес отдельных показателей в общей оценке по своему усмотрению, после чего получает свою таблицу с новой последовательностью моделей по качеству. Платный запрос подробного материала, как правило, стоит от 0,25 до 2,50 евро, а платный доступ к обширной базе данных по одному из разных видов товаров (детские автосидения, видеокамеры, цифровые фотоаппараты, телевизоры, мобильные телефоны, пылесосы, матрасы, паевые инвестиционные фонды, больничные кассы, проценты по денежным вкладам) обходится в сумму не более 5 евро.

### Значение оценок качества
Получаемое при анализе результатов число баллов соотносится с действующей в Германии системой школьных оценок:
- от 0,5 до 1,5 — отлично
- от 1,6 до 2,5 — хорошо
- от 2,6 до 3,5 — удовлетворительно
- от 3,6 до 4,5 — посредственно
- от 4,6 до 5,5 — неудовлетворительно

### Отбор моделей/наименований для испытания
Одна из проблем сравнительного испытания аналогичных товаров заключается в том, что в рамках одного проекта испытания не представляется возможным учесть все модели/наименования. Это влечёт за собой необходимость отбора ограниченного числа моделей/наименований в зависимости от сегментов рынка и спроса среди потребителей. Поэтому ассортимент данного вида товаров, предлагаемый в магазинах, может оказаться менее упорядоченным, чем перечень отобранных для испытания моделей/наименований. Штифтунг Варентест стремится преодолеть эту дилемму путём сведения результатов разных испытаний одного вида товаров в базе данных, нередко охватывающей несколько сотен протестированных наименований.

## Органы
В соответствии с законодательством ФРГ и Уставом в Штифтунг Варентест имеется три органа: правление, административно-управленческий совет и попечительский совет.

### Правление
Согласно Уставу в обязанности правления входит осуществление всех мероприятий, которые призваны содействовать достижению и поощрению уставных целей Штифтунг Варентест. Конкретное число членов правления (не более трёх) определяет административно-управленческий совет после согласования с Учредителем.
В настоящее время назначен всего один член правления — Хубертус Примус, представляющий институт единолично. Его предшественником с 1995 года по 2011 год был Вернер Бринкманн, предшественником которого до 1994 года был Роланд Хюттенраух.

### Административно-управленческий совет
Административно-управленческий совет, в состав которого входит семь членов, представляет Штифтунг Варентест перед членами правления в судебном и внесудебном порядке. Он наблюдает за деятельностью правления и в любое время может потребовать от правления отчёта или сам осведомиться о делах Штифтунга. Административно-управленческий совет определяет виды сделок, для заключения которых правление должно получить согласие административно-управленческого совета.

### Попечительский совет
Попечительский совет состоит из 18 членов, работающих на общественных началах. Он консультирует правление и административно-управленческий совет по всем принципиальным вопросам, способствующим осуществлению целей Штифтунга. Задача попечительского совета состоит, в первую очередь, в представлении правлению предложений по проектам испытаний и их проведению.

## Сотрудничество с другими организациями
В Германии Штифтунг Варентест поддерживает тесные отношения со следующими организациями:
Конфедерация организаций потребителей Германии (vzbv) с местонахождением в Берлине
- Немецкий институт по стандартизации (DIN) с местонахождением в Берлине
- Немецкая Комиссия по электротехнике, электронике и информационным технологиям (DKE) с местонахождением во Франкфурте-на-Майне
- Германская комиссия по разработке сборника директивных указаний в области пищевой промышленности (нем. Deutsche Lebensmittelbuch-Kommission)
- Служба анализа и информации в области продовольствия, сельского и лесного хозяйства (нем. Auswertungs- und Informationsdienst für Ernährung, Landwirtschaft und Forsten) с местонахождением в Бонне
- Страховой омбудсман (нем. Versicherungsombudsmann)
- Европейское агентство по сетевой и информационной безопасности (ENISA) с местонахождением на Крите
- Германский институт обеспечения качества и обозначения товаров (нем. RAL Deutsches Institut für Gütesicherung und Kennzeichnung e. V.) с местонахождением в Санкт-Августине
- Федеральное ведомство по вопросам охраны окружающей среды (нем. Umweltbundesamt [UBA]) с местонахождением в Дессау

Совместные проекты испытания с участием зарубежных организаций тестирования проводятся, как правило, в сотрудничестве со Всемирной организацией тестирования (ICRT) с местонахождением в Лондоне. Ведущей организацией при исполнении таких проектов нередко является Штифтунг Варентест. К наиболее крупным организациям ICRT, кроме Штифтунг Варентест, относятся:
- Consumers Union с местонахождением в Йонкерсе, Соединённые Штаты Америки
- Which? с местонахождением в Лондоне, Великобритания
- Consumentenbond с местонахождением в Гаге, Нидерланды
- Union Fédérale des Consommateurs с местонахождением в Париже, Франция
- Test Achats / Euroconsumers с местонахождением в Брюсселе, Бельгия

Кроме того, Штифтунг Варентест сотрудничает со следующими зарубежными организациями:
- Bureau Européen des Unions de Consommateurs (BEUC) с местонахождением в Брюсселе
- Consumers International (CI) с местонахождением в Лондоне
- Фонд «Центр Независимой Потребительской Экспертизы» (ЦНПЭ) с местонахождением в Санкт-Петербурге